# Holes diskografi
Hole var en amerikansk rockgrupp bildad i Los Angeles 1989. Under sin verksamma tid släppte Hole fyra studioalbum, ett samlingsalbum, tre EP-skivor och en mängd singlar. Debutalbumet Pretty on the Inside gavs ut 1991.

## Album

### Studioalbum
| Titel                                                                              | Albumdetaljer                                                                                     | Högsta positioner | Högsta positioner | Högsta positioner | Högsta positioner | Högsta positioner | Högsta positioner | Högsta positioner | Högsta positioner | Högsta positioner | Högsta positioner | Sålda ex.                                   | Certifikat                                      |
| Titel                                                                              | Albumdetaljer                                                                                     | US                | AUS               | AUT               | CAN               | CHE               | FRA               | GER               | NLD               | SWE               | UK                | Sålda ex.                                   | Certifikat                                      |
| ---------------------------------------------------------------------------------- | ------------------------------------------------------------------------------------------------- | ----------------- | ----------------- | ----------------- | ----------------- | ----------------- | ----------------- | ----------------- | ----------------- | ----------------- | ----------------- | ------------------------------------------- | ----------------------------------------------- |
| Pretty on the Inside                                                               | - Släppt: 23 augusti 1991 - Skivbolag: Caroline - Format: CD, kassettband                         | 73                | —                 | —                 | —                 | —                 | —                 | —                 | —                 | —                 | 59                | - USA: +200 000                             |                                                 |
| Live Through This                                                                  | - Släppt: 12 april 1994 - Skivbolag: DGC - Format: CD, kassettband                                | 52                | 13                | —                 | 29                | —                 | —                 | 39                | 29                | 22                | 13                | - USA: +1,6 miljoner - Globalt: +2 miljoner | - USA: Platina - AUS: Platina - CAN: Platina    |
| Celebrity Skin                                                                     | - Släppt: 8 september 1998 - Skivbolag: Geffen - Format: CD, kassettband, LP                      | 9                 | 4                 | 15                | 3                 | 26                | 24                | 21                | 62                | 10                | 11                | - USA: +1,4 miljoner                        | - USA: Platina - AUS: 2x Platina - CAN: Platina |
| Nobody's Daughter                                                                  | - Släppt: 23 april 2010 - Skivbolag: Mercury/Island Def Jam - Format: CD, LP, digital nedladdning | 15                | 50                | 45                | 11                | 37                | 44                | 61                | —                 | 25                | 46                |                                             |                                                 |
| "—" betecknar album som inte utgavs i det landet eller som inte gick in på listan. |                                                                                                   |                   |                   |                   |                   |                   |                   |                   |                   |                   |                   |                                             |                                                 |

### Samlingsalbum
| Titel                     | Albumdetaljer                                                      | UK |
| ------------------------- | ------------------------------------------------------------------ | -- |
| My Body, the Hand Grenade | - Släppt: 28 oktober 1997 - Skivbolag: City Slang - Format: CD, LP | 82 |

### EP-skivor
| Ask for It                                                                         | - Släppt: 8 september 1995 - Skivbolag: Caroline, Virgin[I] - Format: CD, LP, kassettband | 172 | —  |
| The First Session                                                                  | - Släppt: 26 augusti 1997 - Skivbolag: Sympathy - Format: CD                              | —   | —  |
| Awful: Australian Tour                                                             | - Släppt: 27 april 1999 - Skivbolag: Geffen - Format: CD                                  | —   | 44 |
| "—" betecknar album som inte utgavs i det landet eller som inte gick in på listan. |                                                                                           |     |    |

## Singlar
| "Retard Girl" - B-sida: "Phonebill Song", "Johnnie's in the Bathroom"                | 1990 | —  | —  | —  | —  | —  | —  | —  | —  | —  | —  |             | Ej på album                         |
| "Dicknail" - B-sida: "Burn Black"                                                    | 1991 | —  | —  | —  | —  | —  | —  | —  | —  | —  | —  |             | Ej på album                         |
| "Teenage Whore" - B-sida: "Drown Soda", "Burn Black"                                 | 1991 | —  | —  | —  | —  | —  | —  | —  | —  | —  | —  |             | Pretty on the Inside                |
| "Beautiful Son" - B-sida: "20 Years in the Dakota", "Old Age"                        | 1993 | —  | —  | —  | —  | —  | —  | —  | —  | —  | 54 |             | Ej på album                         |
| "Miss World" - B-sida: "Rock Star (alt. mix)"                                        | 1994 | —  | 13 | —  | —  | —  | —  | —  | —  | —  | 64 |             | Live Through This                   |
| "Doll Parts" - B-sida: "The Void"                                                    | 1994 | 58 | 4  | —  | —  | 28 | 45 | —  | —  | —  | 16 |             | Live Through This                   |
| "Violet" - B-sida: "Old Age"                                                         | 1995 | —  | 29 | —  | —  | —  | —  | 45 | —  | —  | 17 |             | Live Through This                   |
| "Softer, Softest" - B-sida: "He Hit Me (And It Felt Like a Kiss)"                    | 1995 | —  | 32 | —  | —  | —  | —  | —  | —  | —  | —  |             | Live Through This                   |
| "Gold Dust Woman"                                                                    | 1996 | —  | 31 | —  | —  | —  | —  | —  | —  | —  | —  |             | The Crow: City of Angels soundtrack |
| "Celebrity Skin" - B-sida: "Best Sunday Dress"                                       | 1998 | 85 | 1  | 4  | 24 | —  | 64 | —  | 33 | 43 | 19 |             | Celebrity Skin                      |
| "Malibu" - B-sida: "Drag"                                                            | 1998 | 81 | 3  | 16 | 11 | —  | —  | —  | 38 | —  | 22 | - AUS: Guld | Celebrity Skin                      |
| "Awful"                                                                              | 1999 | —  | 13 | —  | 44 | —  | —  | —  | —  | —  | 42 |             | Celebrity Skin                      |
| "Be a Man"                                                                           | 2000 | —  | —  | —  | —  | —  | —  | —  | —  | —  | —  |             | Any Given Sunday soundtrack         |
| "Skinny Little Bitch" - B-sida: "Codine"                                             | 2010 | —  | 19 | 29 | —  | —  | —  | —  | —  | —  | —  |             | Nobody's Daughter                   |
| "Pacific Coast Highway"                                                              | 2010 | —  | —  | —  | —  | —  | —  | —  | —  | —  | —  |             | Nobody's Daughter                   |
| "Letter to God"                                                                      | 2010 | —  | —  | —  | —  | —  | —  | —  | —  | —  | —  |             | Nobody's Daughter                   |
| "—" betecknar singlar som inte utgavs i det landet eller som inte gick in på listan. |      |    |    |    |    |    |    |    |    |    |    |             |                                     |

### Andra listnoterade låtar
- 1995: "Asking for It" (#36 US Alt.)